# سیاه‌گرایی صنعتی
سیاه‌گرایی صنعتی یا ملانیسم صنعتی (انگلیسی: Industrial melanism) یک اثر فرگشت است که در چندین بندپایان برجسته است، جایی که رنگدانه تیره (سیاه‌گرایی) در محیطی متأثر از آلودگی صنعتی، از جمله مصرف رسوبات گاز و دوده تیره گوگرد دی‌اکسید فرگشت یافته است. گوگرد دی‌اکسید گلسنگ‌ها را از بین می‌برد، پوست درخت را خالی می‌گذارد، جایی که توسط گلسنگ طرح‌ریزی می‌شدند، با دوده پوست و سایر سطوح را تیره می‌کند. افراد دارای رنگدانه تیره‌تر در آن نواحی سازگاری بیشتری دارند زیرا استتار آنها با پس‌زمینه آلوده بهتر مطابقت دارد؛ بنابراین انتخاب طبیعی آنها را ترجیح می‌دهد. این تغییر که به‌طور گسترده توسط برنارد کتل ول مورد مطالعه قرار گرفته است، یک نمونه آموزشی رایج در تقابل آفرینش‌گرایی و فرگشت در آموزش عمومی و ارائه شواهدی برای انتخاب طبیعی است. نتایج کتل ول توسط جانورشناسان، خلاقیت‌گرا و روزنامه‌نگار جودیت هوپر به چالش کشیده شده است، اما محققان بعدی یافته‌های کتل ول را تأیید کردند.